# Чёрная рука (Палестина)
«Чёрная рука» (араб.  الكف الاسود‎  al-Kaff al-Aswad) — арабская военизированная организация в Палестине во время британского мандата. Была создана в 1930 году сирийским шейхом Изз ад-Дин аль-Кассамом и возглавлялась им до его смерти в 1935 году.
После провала восстания в Сирии в 1921 году, приговорённый к смертной казни аль-Кассам бежал в Каир, а затем перебрался в Хайфу. Здесь он начал создавать подпольную военизированную организацию, вербуя и проводя военную подготовку арабских крестьян с целью создания подпольных ячеек числом не более 5 человек. Позднее эта организация стала известна под названием «Чёрная рука», и насчитывала от 200 до 800 участников. Целью её атак стали евреи, их поселения и имущество, а также британские объекты в северной Палестине. С 1930 по 1935 гг. в различных террористических нападениях ею были убиты не менее 8 евреев, в том числе 3 членов кибуца Ягур, а также отец и сын из поселения Нахалал.
Аль-Кассам призывал к джихаду против «неверных англичан» и против их «сионистских пособников», используя религию для оправдания своей деятельности. После Хевронского погрома (1929), в котором погибли 67 евреев, 63 были ранены и были вынуждены покинуть город, он усилил антиеврейскую и антибританскую пропаганду, получив специальную фетву от муфтия Дамаска шейха Бадр аль-Дин аль-Таджи аль-Хасани.
Британские власти признали эту организацию террористической. 12 ноября 1935 года группа аль-Кассама совершила вооружённое выступление в районе Дженина, причём атакам подверглись также арабы, сотрудничавшие с мандатными властями или продававшие землю евреям. 20 ноября, после убийства офицера полиции, аль-Кассам был окружён британской полицией в пещере возле Дженина и был убит в перестрелке вместе с 3 другими боевиками. Согласно полицейским источникам, вначале террористы выкинули белый флаг, но в момент приближения полицейских к флагу, аль-Кассам приказал открыть огонь.
Несмотря на гибель аль-Кассама и прекращение деятельности организации, он стал героем палестинских арабов, и создание многих других подобных организаций было вдохновлено этим примером. В арабском восстании 1936—1939 гг. приняли участие как часть из уцелевших членов «Чёрной руки», так и новые его последователи, называвшие себя «кассаминами».
По его имени названы бригады «Изз ад-Дин аль-Кассам», признанные в ряде ведущих стран террористическими организациями, и ракеты «Кассам».